# El Siglo de Durango
El Siglo de Durango est un quotidien imprimé, de la ville de Durango dans l'État de Durango au Nord du Mexique. À partir de 1987 il était une section du quotidien El Siglo de Torreón mais c'est le 8 juillet 1993 qu'il devient un périodique imprimé indépendant.

## Diffusion
En 2019, selon l'entreprise mexicaine MPM (qui met en relation annonceurs et entreprises de presse), le journal a une diffusion moyenne de 15 151 exemplaires. Sa diffusion couvre l'État de Durango.